# 麥氏雙鋸魚
麥氏雙鋸魚，為輻鰭魚綱鱸形目隆頭魚亞目雀鯛科的其中一種，被IUCN列為易危保育類動物。

## 分布
本魚分布於西南太平洋區的豪勳爵島。

## 深度
水深2至45公尺。

## 特徵
本魚體側扁，口小，體色深棕色，鼻子顏色較淺，頭部兩側各有一白色條（但與頭頂不相連），尾巴呈淺色，幼魚有兩條白色條紋，胸鰭邊緣呈黃色，背鰭硬棘10枚；軟條15至17枚；臀鰭硬棘2枚；軟條13至14枚。體長可達12公分。

## 生態
本魚主要生活在珊瑚礁或潟湖，與海葵形成共生互利關係，並且不受宿主帶刺觸手的影響，為雌雄同體，具有嚴格的階級劃分，雌魚最大，繁殖中的雄魚第二大，並且隨著等級下降，雄魚非繁殖者逐漸變小，如果唯一的繁殖雌性死亡，繁殖的雄魚將變成雌魚，而最大的非繁殖者將成為繁殖的雄魚，以浮游生物為食。

## 相似種

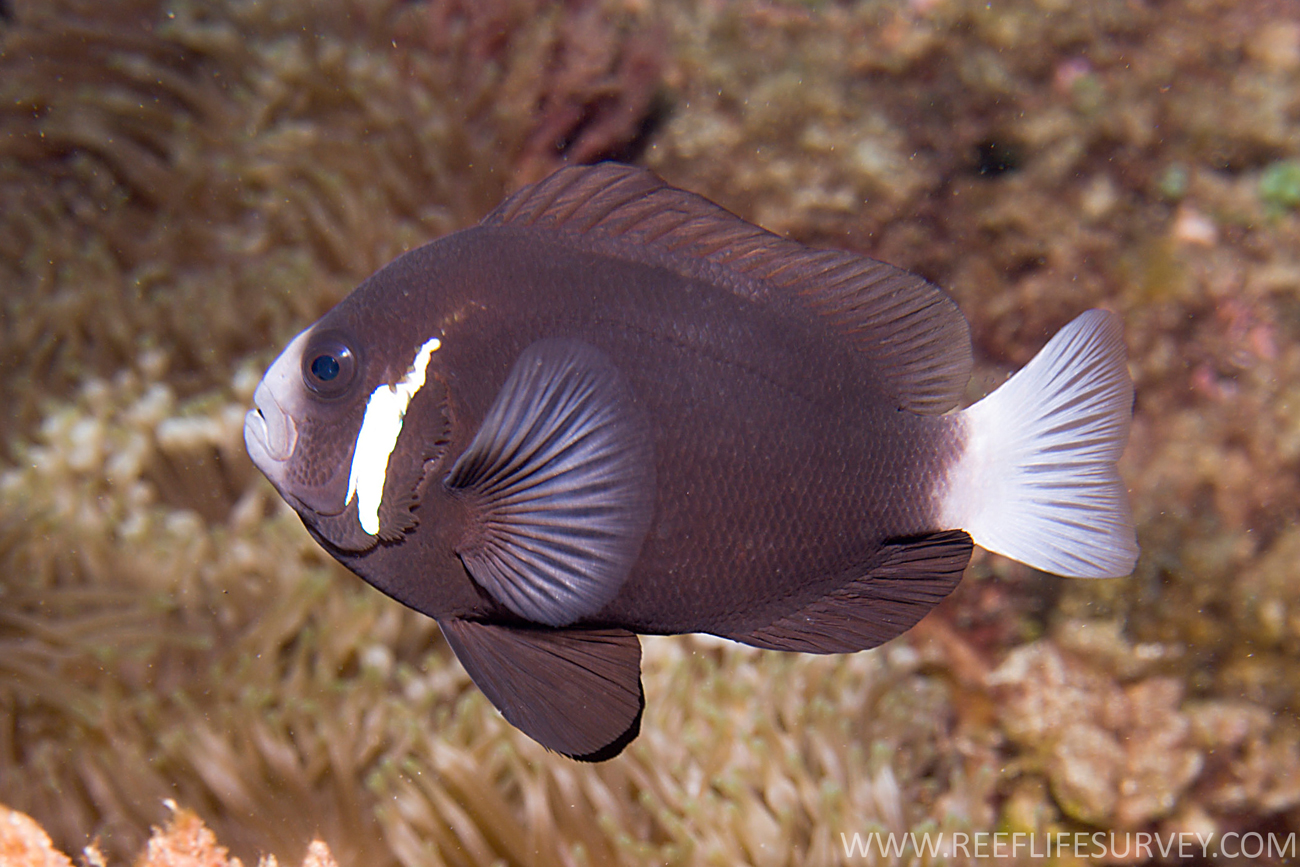
麥氏雙鋸魚(Amphiprion mccullochi)
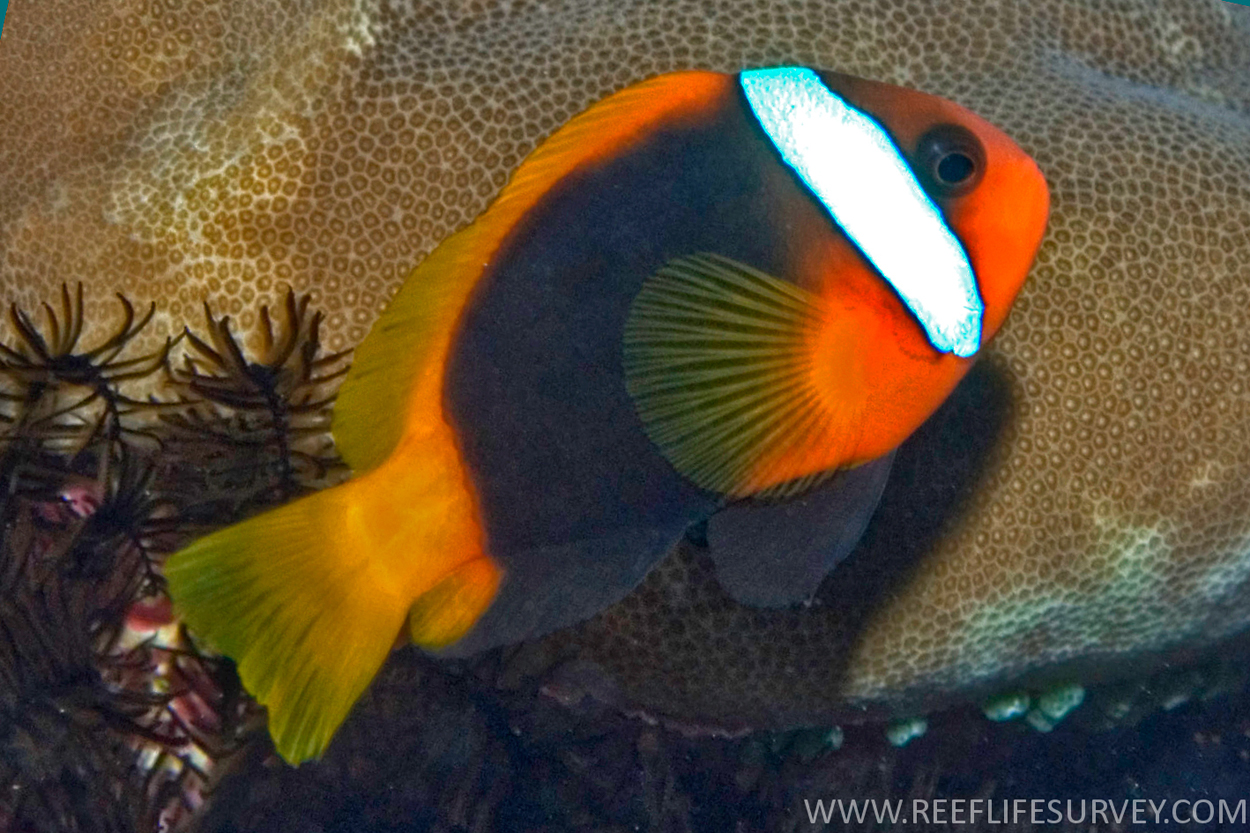
黑雙鋸魚(Amphiprion melanopus)
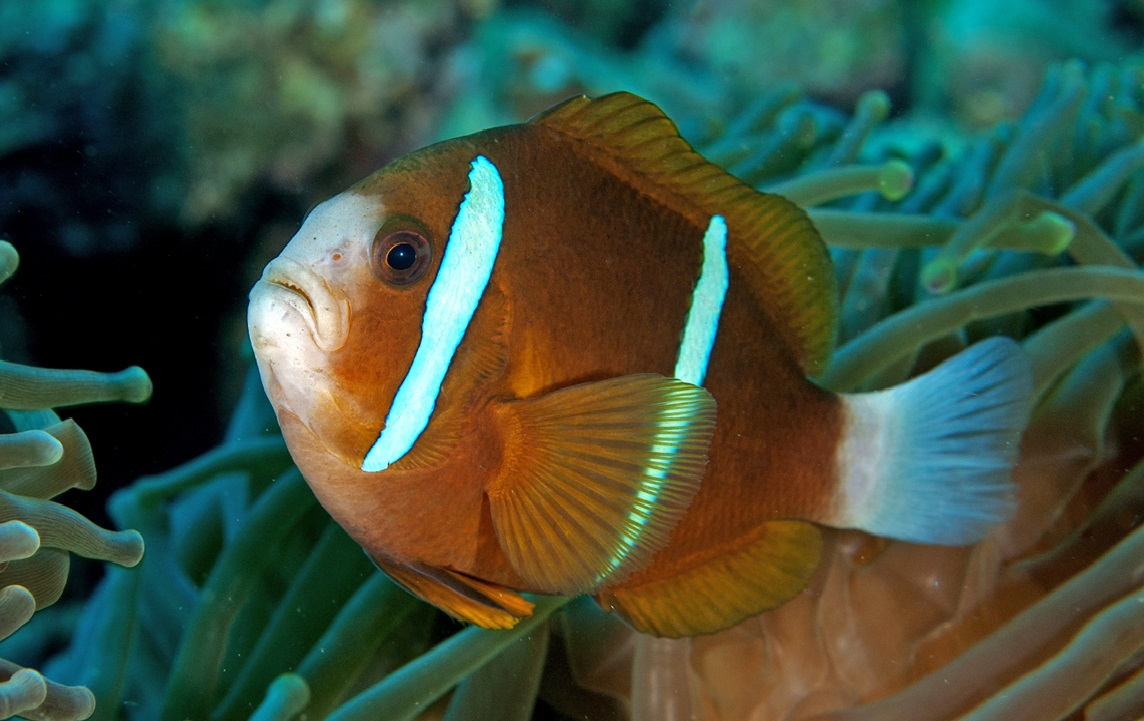
大堡礁雙鋸魚(Amphiprion akindynos)

## 經濟利用
多為觀賞魚，不供食用。